# الأدب الرؤيوي

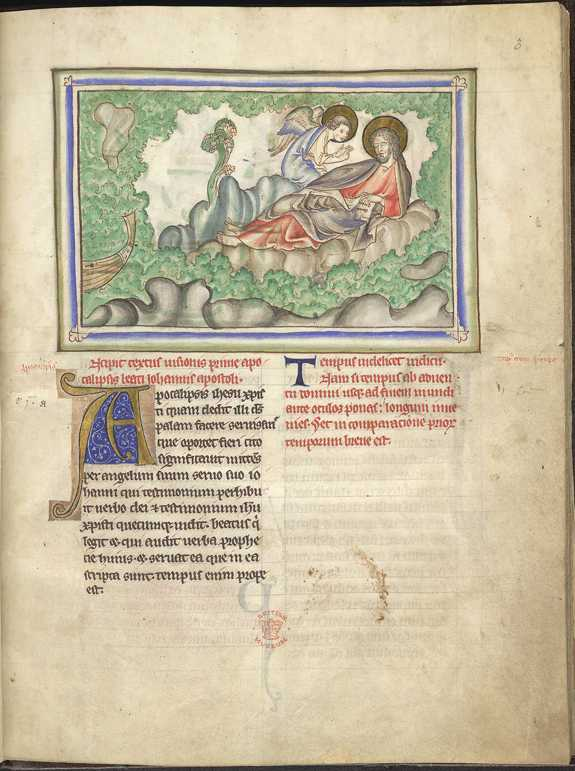
الصفحة اليمنى من الصحيفة 3 من مخطوطة صراع الفناء

الأدب الرؤيوي هو تصنيف من الكتابة النبوية التي تطورت في الثقافة اليهودية ما بعد السبي وكانت شائعة بين المسيحيين الأوائل من آلاف السنين. الرؤيا (باليونانية القديمة: ἀποκάλυψις) وهي كلمة يونانية تعني "الوحي"، "كشف أو كشف أشياء لم تكن معروفة من قبل والتي لا يمكن معرفتها باستثناء إزاحة الستار".
كتصنيف من الأدب الرؤيوي، يفصل الأدب الرؤيوي رؤى المؤلفين لأوقات/نهاية العصر كما كشفها ملاك أو رسول سماوي آخر. الأدبيات الرؤيوية لليهودية والمسيحية تحتضن فترة طويلة، من القرون التي أعقبت المنفى البابلي حتى نهاية العصور الوسطى.

## الأصول
يمكن اكتشاف العناصر الرؤيوية في الأسفار النبوية ليوئيل وزكريا، بينما تقدم إشعياء الإصحاحات 24-27 و 33 من الرؤيا المتطورة. ويقدم النصف الثاني من كتاب دانيال (اصحاحات. 7-12) مثالًا ناضجًا وكلاسيكيًا تمامًا لهذا التصنيف من الأدب.

### نبوءة غير محققة
أدى عدم تحقيق النبوءات إلى تعميم أساليب الرؤيا مقارنة بعدم تحقيق ظهور المملكة المسيانية. وهكذا، رغم أن ارميا وعد أن يُعاد الإسرائيليون إلى أرضهم بعد سبعين سنة، ثم يتمتعوا ببركات المملكة المسيَّانية في ظل الملك الميسياني، مرت هذه الفترة وظلت الأمور كما كانت. يعتقد البعض أنه لم يكن بالضرورة من المتوقع أن تحدث المملكة المسيانية في نهاية السبعين عامًا من المنفى البابلي، ولكن في وقت غير محدد في المستقبل. الشيء الوحيد الذي كان يقينا متوقعا هو عودة اليهود إلى أرضهم، والذي حدث عندما غزا كورش الفارسي بابل في حوالي عام 539 قبل الميلاد. وهكذا، ظل إتمام المملكة المسيانية في المستقبل بالنسبة لليهود.
أوضح حجاي وزكريا التأخير بفشل يهوذا في إعادة بناء الهيكل، وبالتالي استمر أمل المملكة، حتى النصف الأول من القرن الثاني، تم توضيح التأخير في كتابي دانيال وأنوخ على أنه ليس بسبب عيوب الإنسان ولكن بسبب مشورة الإله. فيما يتعلق بالسبعين عامًا من المنفى المتوقع في إرميا 29:10، تم نفي اليهود لأول مرة في 605 قبل الميلاد في عهد الملك يهوياكيم وسمح لهم بالعودة إلى أرضهم في عام 536 قبل الميلاد عندما غزا الملك كورش بابل. كانت هذه الفترة حوالي سبعين عامًا، كما تنبأ ارميا. يربط آخرون السبعين عامًا من إرميا بـسبعين أسبوعًا من السنوات التي ذكرها الملاك في دانيال 9. ويفسر اخنوخ 85 العهود السبعين المتتالية لرعاة الأمم السبعين الملائكية، والتي ستنتهي في جيله. لكنَّ اليهود لم يعتبروا سفر اخنوخ من الأسفار المقدسة الموحى بها، حتى أن أي نبوة فاشلة فيه ليست لها عواقب على العقيدة اليهودية.
أطاحت روما بإمبراطورية الشرق اليونانية، ودفعت بتفسير جديد لدانيال. تم إعلان الإمبراطورية الرابعة والأخيرة بكونها رومانية من قبل رؤيا باروخ الاصحاحات 36-40 و 4 عزرا 10:60-12:35.أيضا، هذان الكتابان لم يعتبرا اسفارا مستوحاة من اليهود، فبالتالي لم يكونا موثوقين في مسائل النبوءة. بالإضافة إلى ذلك، في وقت سابق في دانيال الاصحاح السابع وأيضا في الاصحاح الثاني، الإمبراطورية العالمية الرابعة تعتبر روما منذ أن كانت بابل وميدو بلاد فارس (الإمبراطورية الأخمينية) واليونان وروما إمبراطوريات عالمية وصلت جميعها بشكل واضح على التوالي.
أعيد تفسير أفكار مثل "يوم اليهوة" و "السماوات الجديدة والأرض الجديدة" من قبل الشعب اليهودي بفروق دقيقة جديدة تتوافق مع بيئتهم الجديدة. وهكذا فإن التطور الداخلي للرؤيا اليهودية كان مشروطًا بالتجارب التاريخية للأمة. 

### التقاليد
مصدر آخر للفكر الؤيوي هو التقاليد الأسطورية والكونية البدائية، حيث يمكن لعين الرائي أن ترى أسرار المستقبل. وهكذا فإن الستة أيام لإنشاء العالم، متبوعة بسبع الراحة، كانت تعتبر في آن واحد تاريخًا للماضي وتنبؤًا بالمستقبل. بما أن العالم قد صنع في ستة أيام، فإن تاريخه سينجز في ستة آلاف سنة، لأن كل يوم مع الإله كان كألف سنة وألف سنة كيوم واحد ؛ وبما أن أيام الإنشاء الستة أعقبها يوم راحة، لذا فإن ستة آلاف سنة من تاريخ العالم سيتبعها ما تبقى من ألف سنة.

## الغرض والمحتوى
كان الهدف من هذا الأدب بشكل عام هو التوفيق بين بر الإله وحالة معاناة خدمه الأبرار على الأرض. علمت نبوة العهد القديم المبكرة الحاجة إلى الصلاح الشخصي والقومي، وأنبأت بالبركة المطلقة للأمة البارة على الأرض الحالية. لم تكن آراؤها منهجية وشاملة فيما يتعلق بالأمم عموما. وفيما يتعلق بالفرد، رأت أن خدمة الإله هنا كانت مكافأته الخاصة والكافية، ولم ير أي حاجة إلى افتراض عالم آخر لتصحيح شرور هذا العالم.
ولكن في وقت لاحق، مع تزايد ادعاءات الفرد والاعتراف بها في الحياة الدينية والفكرية، كلا المشكلتين، وخاصة الأخيرة، ضغطوا على أنفسهم بشكل لا يقاوم على إشعار المفكرين الدينيين، وجعلوا من المستحيل لأي تصور للحكم الإلهي والصلاح لكسب القبول، والتي لا ترضي بما فيه الكفاية ادعاءات كلتا المشكلتين. وصنع هذا الاكتفاء كانت هي المهمة التي اضطلعت بها الرؤيا، وكذلك إثبات بر الله على حد سواء فيما يتعلق بالفرد والأمة. تضمنت النبوءة اللاحقة فكرة التبرير المستقبلي للشرور الحالية، والتي غالبًا ما تتضمن فكرة الحياة الآخرة.
رسم الأنبياء المخطوطة لتاريخ العالم والبشرية، وأصل الشر ومساره، والإكمال النهائي لكل الأشياء. يجب على الصالحين كأمة أن يمتلكوا الأرض، إما عن طريق مملكة مسيانية أبدية على الأرض، أو في بركة مؤقتة هنا والبركة الأبدية فيما بعد. على الرغم من أن الفرد قد يهلك وسط اضطرابات هذا العالم، إلا أن الأنبياء علموا أن الشخص الصالح لن يفشل في النيل على التعويض الذي كان مستحقًا في المملكة المسيانية أو، بدلاً من ذلك، في السماء نفسها من خلال القيامة.

## مقارنة مع النبوءة

### رسالة
قد يميز البعض بين رسائل الأنبياء ورسائل الأدب البدائي الرؤيوي والأدب والرؤيوي بالقول أن رسالة الأنبياء كانت في المقام الأول وعظًا بالتوبة والصلاح اللازمين للأمة للهروب من الحكم ؛ كانت رسالة كُتَّاب الرؤيا هي الصبر والثقة في أن النجاة والمكافأة ستأتي بالتأكيد. لا يوجد أيا من الأنبياء ولا مؤلفي الرؤيا بلا نزاع بين رسائلهم، ومع ذلك، هناك أوجه تشابه كبيرة بين النبوءة والكتابات الرؤيوية.
يشترك الأدب الرؤيوي مع الوحي عن النبوءة من خلال استخدام الرؤى والأحلام، وغالبًا ما تجمع بين الواقع والخيال. في كلتا الحالتين، غالبًا ما يتم تزويد المترجم السماوي إلى المتلقي حتى يتمكن من فهم التعقيدات العديدة لما رآه. تعطي الأوراكل في عاموس وهوشع وإشعياء الأول وإرميا إحساسًا واضحًا بكيفية تطور رسائل العقاب الوشيك إلى أدبيات الرؤيا الأولية اللاحقة، وفي النهاية إلى الأدبيات الرؤيوية لدانيال 7-12. يمكن للتصورات الرؤيوية التامة أن ترجع جذورها إلى الأنبياء التوراتيين في مرحلة ما قبل المنفى ؛ يُظهر أنبياء القرن السادس قبل الميلاد حزقيال وإشعياء 40-55 و 56-66 وحجاي 2 وزكريا 1-8 مرحلة انتقالية بين النبوءة والأدب الرؤيوي. في دانيال 7-12، وكذلك في تلك الموجودة في كشف العهد الجديد.

### لاهوت الثنائي
تؤمن النبوة بأن هذا العالم هو عالم الإله وأنه في هذا العالم سيتم تبرير صلاحه وحقه. ومن هنا يتنبأ النبي بمستقبل محدد ناشئ عن الحاضر ومرتبط به عضويا. الكاتب الرؤيوي يأس من الحاضر ويوجه آماله إلى المستقبل، إلى عالم جديد يقف في معارضة أساسية للحاضر. يصبح هذا مبدأ ثنائي، والذي، على الرغم من أنه يمكن تفسيره إلى حد كبير من خلال تفاعل بعض الميول الداخلية والتجربة الحزينة الخارجية من جانب اليهودية، يمكن أن يستمد في النهاية من التأثيرات المازدية. هذا المبدأ، الذي يظهر نفسه في تصور أن مختلف الأمم تحت حكام ملائكية، الذين هم في درجة أكبر أو أقل في التمرد على الإله، كما في دانيال واخنوخ، ينمو في القوة مع كل عصر لاحق، حتى يتم تصور الشيطان أخيرًا على أنه «حاكم هذا العالم» أو «إله هذا العصر».

### مفهوم التاريخ
أخذت الكتابة الرؤيوية نظرة أوسع لتاريخ العالم من النبوءة. في حين كان على النبوءة التعامل مع حكومات الدول الأخرى، نشأت كتابات الرؤيا في وقت كانت فيه إسرائيل خاضعة لأجيال لنفوذ واحدة أو أخرى من القوى العالمية العظمى. لذلك كان على الكتابة الرؤيوية أن تشمل مثل هذه الأحداث في مشورات الإله، لكي تتناغم صعوبات إسرائيل مع الإيمان بصلاح الإله، صعود كل إمبراطورية ومدتها وسقوطها بدورها، حتى انتقلت سيادة العالم أخيرًا إلى أيدي إسرائيل، أو وصل الحكم النهائي. كانت هذه الأحداث تنتمي أساسًا إلى الماضي، لكن الكاتب مثلها على أنها لا تزال في المستقبل، مرتبة في ظل فئات زمنية مصطنعة معينة تم تحديدها بالتأكيد منذ البداية في مشورات الإله وكشفها لخدمه، الأنبياء. وهكذا أصبحت الحتمية سمة رائدة في الرؤيوية اليهودية، وأصبح تصورها للتاريخ ميكانيكيًا.

### خصائص
جاء الوحي من الرسل السماويين حول نهاية الزمان على شكل ملائكة أو من أشخاص أُخذوا إلى السماء وعادوا إلى الأرض برسائل. لا تحكي الأوصاف أوقات النهاية فحسب، بل تصف أيضًا الأحداث الماضية والحاضرة وأهميتها، غالبًا بلغة مشفرة بشدة. عند الحديث عن أوقات النهاية، تتضمن الأدبيات الرؤيوية عمومًا التسلسل الزمني للأحداث التي ستحدث، وكثيرا ما توضع في المستقبل القريب، مما يعطي إحساسا بالإلحاح للرسالة النبوية الأوسع نطاقا. على الرغم من أن فهم الحاضر قاتم، إلا أن رؤى المستقبل أكثر إيجابية بكثير، وتشمل النصر الإلهي والإصلاح الكامل لكل شيء على الإطلاق. تعكس العديد من رؤى نهاية الزمان أساطير الخلق، وتستدعي انتصار الإله على القوى البدائية للفوضى، وتوفير فروق واضحة بين النور والظلام والخير والشر. في مثل هذه الاكتشافات، ينقسم الجنس البشري عادة إلى مجموعة صغيرة تتعرض للخلاص، بينما يتم تدمير الأغلبية الشريرة. منذ تطور التصنيف الرؤيوي خلال الفترة الفارسية، ربما تطورت هذه الثنائية تحت تأثير الفكر الفارسي. التصوير في الأدب الرؤيوي ليس واقعي أو ما يعكس العالم المادي كما كان، ولكنه سريالي ورائع إلى حد ما، مما يستدعي إحساسًا بالدهشة من الحداثة الكاملة للنظام الجديد القادم.

### قانونية

#### الرؤيوية البدائية
- إشعياء 24-27 ؛ 33; 34–35
- إرميا 33: 14-26
- حزقيال 38-39
- جويل 3: 9-17
- زكريا 12-14

#### الرؤيوية
- دانيال 7-12

ربما تكون بعض الأعمال منسوبة زوراً (مؤلفات كاذبة) باستثناء المقاطع من حزقيال وجويل. من بين المقاطع والكتب المتبقية، يعتبر البعض أن أقسامًا كبيرة من دانيال تُعزى إلى العصر المكابي، والباقي ربما إلى نفس الفترة. يعتبر البعض أن إشعياء 33 مكتوب عن 163 قبل الميلاد ؛ وزكريا 12-14 حوالي 160 قبل الميلاد ؛ وإشعياء 24-27 حوالي 128 قبل الميلاد ؛ وإشعياء 34-35 في وقت ما في عهد يوحنا هيركانوس. تم تعيين إرميا 33: 14-26 من قبل مارتي في العصر المكابي، لكن هذا متنازع عليه.

### غير قانونية
3 اخنوخ
رؤيا إبراهيم
رؤيا آدم
رؤيا موسى
رؤيا من سيدراش
رؤيا في صفنيا
رؤيا من زربابل
رؤيا الآرامية
وحي جبرائيل
تكوين أبوكريفون
الرؤيا اليونانية لباروخ
الرؤيا اليونانية لدانيال
الرؤيا اليونانية لعزرا
سيفر إيليا
الرؤيا السريانية لباروخ

## العهد الجديد
في الانتقال من الأدب اليهودي إلى الأدب المسيحي المبكر، هناك استمرار لتقليد النبوءة الرؤيوية. حافظت المسيحية على التقاليد اليهودية الرؤيوية (مع تطور اليهودية إلى حاخامية) وأعطتها طابعًا مسيحيًا من خلال عملية استيفاء منهجية. زرعت المسيحية هذا الشكل من الأدب وجعلته وسيلة لأفكارها الخاصة. اعتبرت المسيحية نفسها الممثل الروحي لما كان صحيحًا في النبوءة والرؤيوية.

### قانونية
ماثيو 24
الخراف والماعز
مارك 13
2 تسالونيكي 2
1 تيموثي 4
2 بطرس 3
جود 14-15
سفر الرؤيا

### غير قانوني
رؤيا جولياس
رؤيا بول
رؤيا بطرس
رؤيا ميثوديوس الكاذب
رؤيا صموئيل القلمون
رؤيا ستيفن
رؤيا توماس
الرؤيا القبطية لإيليا

### غنوصية
الرؤيا الغنوصية لبطرس
الرؤيا الأولى لجيمس
الرؤيا الثانية لجيمس
الرؤيا القبطية لبول